# 太陽節 (朝鮮民主主義人民共和國)

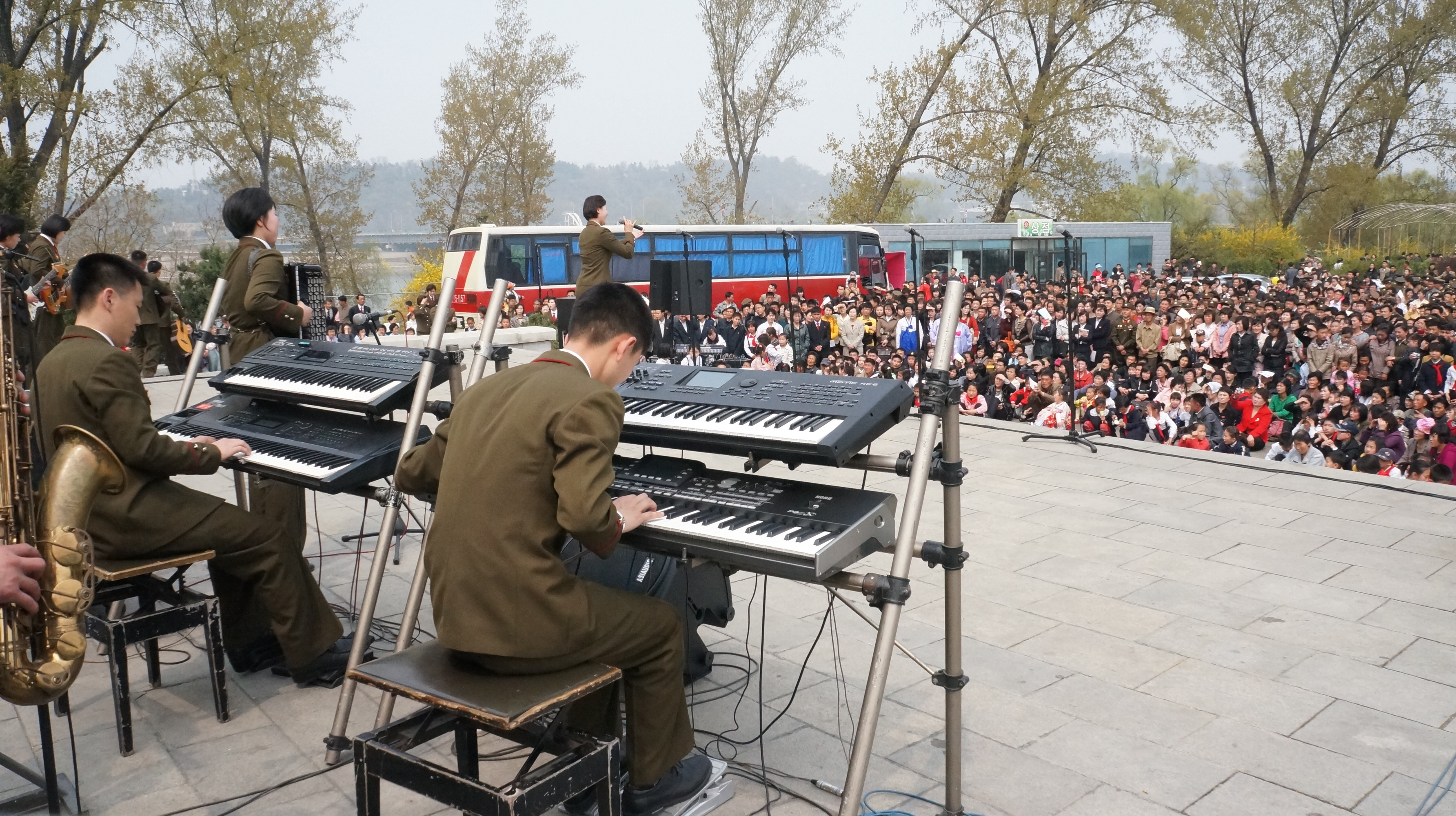
2014年太陽節平壤集會

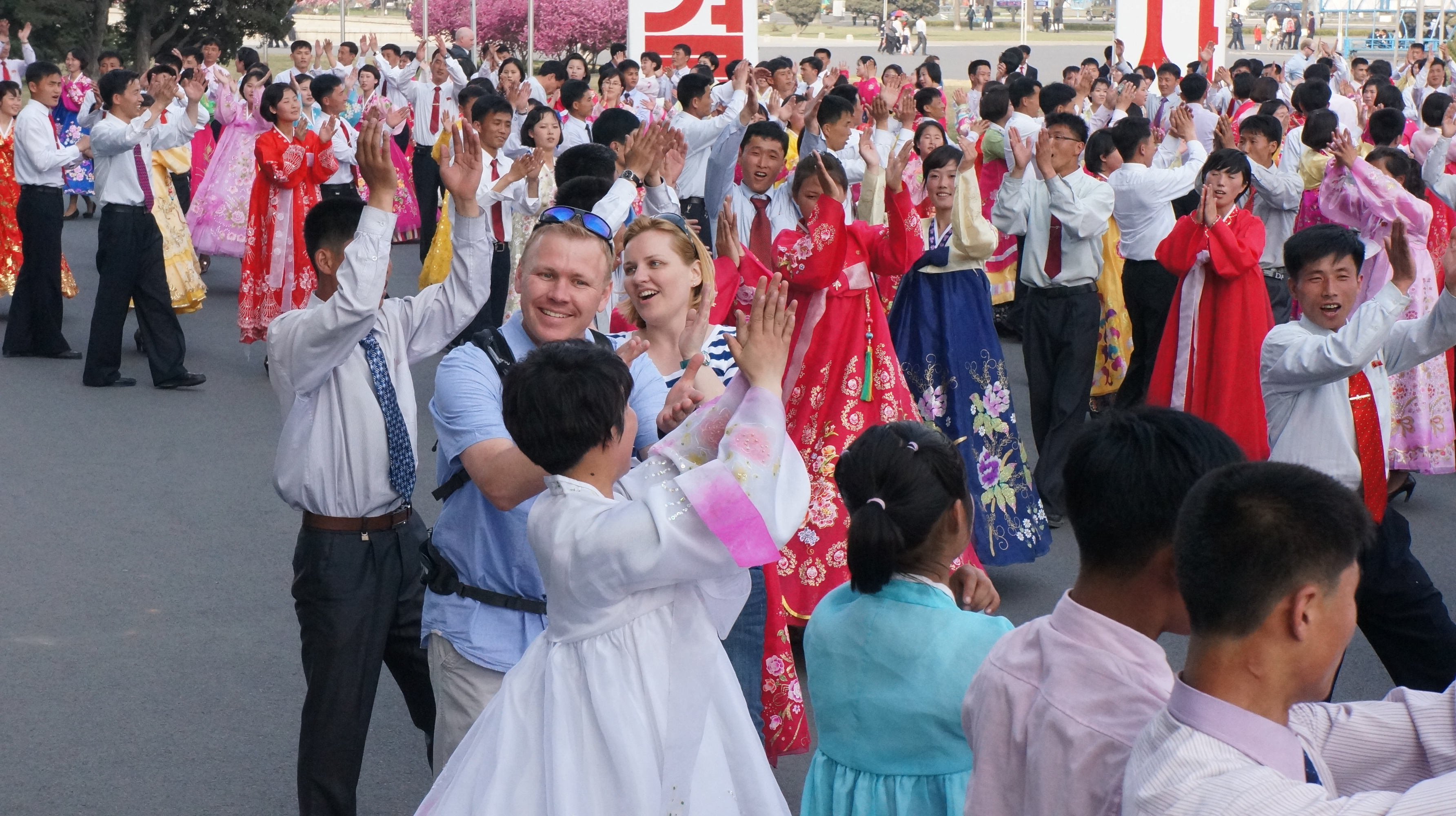
與觀光客的街舞

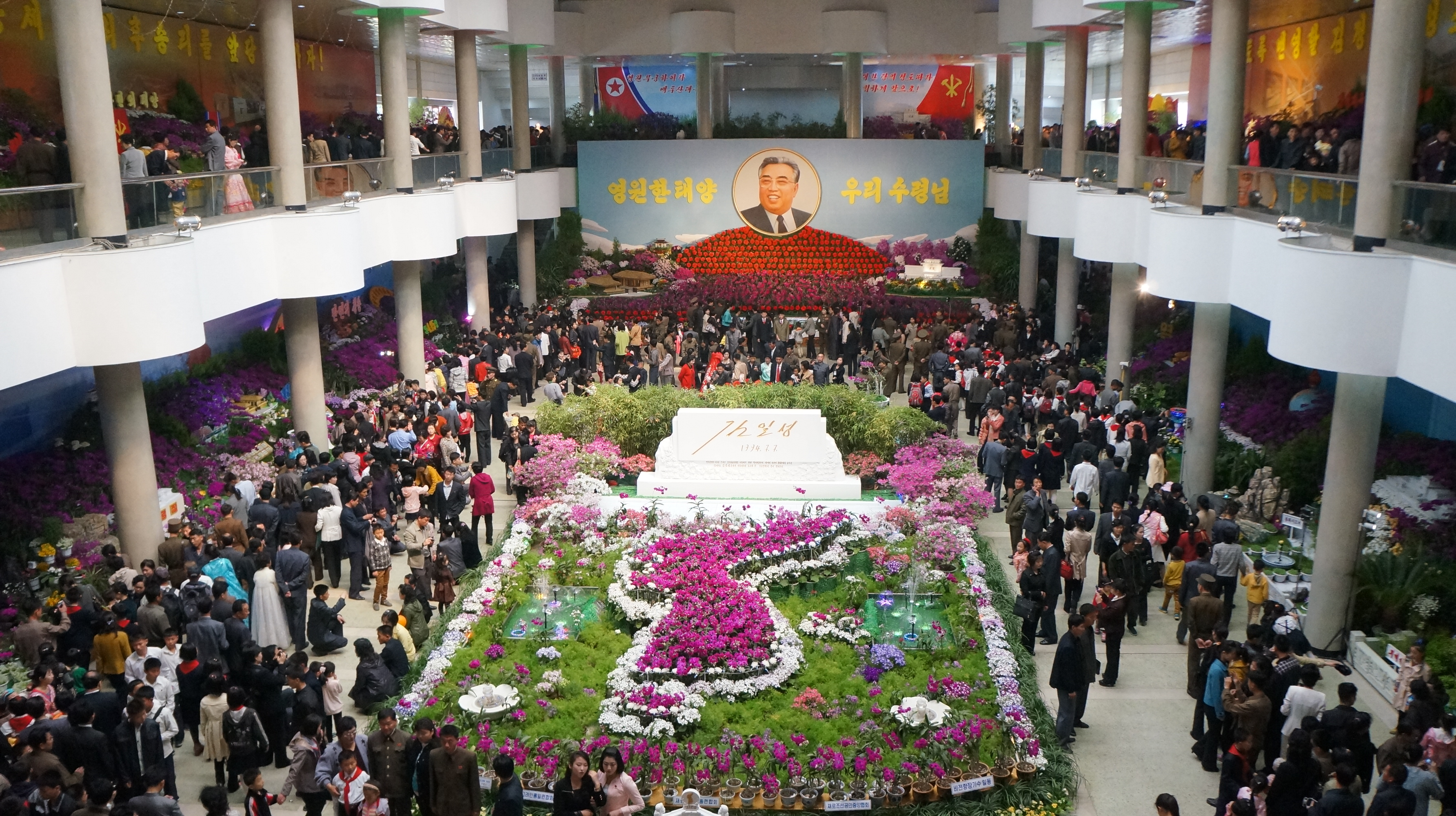
民眾齊聚在錦繡山太陽宮

太陽節（朝鲜语：／），是朝鮮民主主義人民共和國第一任最高領導人，共和國永遠的主席金日成的生日（4月15日），是該國最重要節日之一。

## 概要
4月15日是朝鮮勞動黨和朝鮮民主主義人民共和國創立者金日成的生日，太阳是指金日成的教导句句都散发金光。1962年，金日成的生日被指定為臨時假日。它於1968年正式生效，這一年，在被稱為甲山派事件的國內政治危機之後，他的個人崇拜得到了極大的擴展。1974年，這一天被提升為該國最重要的節日。
1997年7月8日，在金日成去世三週年紀念日之際，朝鮮勞動黨中央委員會、朝鮮勞動黨中央軍事委員會、朝鮮民主主義人民共和國國防委員會、朝鮮民主主義人民共和國中央人民委員會、朝鮮民主主義人民共和國政務院共同發表決定書。在主体紀元中订为假期，这天政府機关也额外增加粮食配給和特赦某些集中營囚犯。當日早上市民會到平壤的金日成銅像獻花，進行歌曲聚會、主體思想研究討論會、參觀歷史遺址和決議。通常，為了紀念這個節日，朝鮮人會得到「偉大領袖的禮物」——稀缺的食物和糖果，有時還有家用電器。
2012年的太阳节同时庆祝金日成诞辰100周年，当日朝鲜在金日成广场举行阅兵式和舞会以庆祝该节日。
金正恩未出席2020年的太阳节，这一反常现象引发了人们对“金正恩病危”的臆测。
2024年，北韓媒體改稱金日成的誕辰爲「四月節日（朝鲜语：／）」與「民族最大喜慶節（朝鲜语：／）」，僅在4月15日當天有提及「太陽節」這一名稱，並且金正恩亦未在4月15日當天前往錦繡山太陽宮參謁金日成陵寢。根據每日北韓引述北韓民衆觀點的報道，金正恩有取代金日成成爲北韓的「新太陽」意圖，因此在北韓的宣傳當中開始淡化金日成的「太陽」地位，並且北韓政府有強迫北韓民衆以「太陽」稱號稱呼金正恩的意圖。而韓聯社引述統一部官員的發言認爲，截止至2024年4月北韓政府剋制使用「太陽節」一詞甚至於未滿兩個月，當下北韓政府表露的意圖尚未明朗。如果要得知北韓政府在金日成的誕辰剋制使用「太陽節」一詞的意圖，需要等到2025年的光明星節之後才可。